# Recopa de Europa de hockey sobre hierba
La Copa de Europa de Campeones de Copa de hockey sobre hierba, también conocida como Recopa de Europa (en inglés: EuroHockey Cup Winners Cup), fue una competición disputada anualmente por clubes europeos de hockey sobre hierba, campeones de sus respectivos campeonatos nacionales de Copa. Organizada por la Federación Europea de Hockey, fue la segunda competición continental de clubes, en importancia, tras la Copa de Europa.
Creado como torneo masculino en 1990, se disputó hasta 2007, cuando fue eliminado, junto a la Copa de Europa, para dar paso a la Euroliga. En categoría femenina se disputó entre 1991 y 2009. El Amsterdam H&BC fue el club más laureado de la competición, tanto en categoría masculina como en femenina, con tres y seis títulos, respectivamente.

## Palmarés
| Año  | Campeón masculino | Campeón femenino    |
| ---- | ----------------- | ------------------- |
| 1990 | Hounslow HC       | -                   |
| 1991 | SV Kampong        | Rhythm Grodno       |
| 1992 | HGC               | Sutton Coldfield HC |
| 1993 | HGC               | HGC                 |
| 1994 | Atlètic Terrassa  | Bayer Leverkusen    |
| 1995 | Harvestehuder THC | Rüsselsheimer RK    |
| 1996 | Dürkheimer HC     | Hightown HC         |
| 1997 | Gladbacher HTC    | SV Kampong          |
| 1998 | HC Den Bosch      | Amsterdam H&BC      |
| 1999 | Amsterdam H&BC    | Amsterdam H&BC      |
| 2000 | Atlètic Terrassa  | Rot-Weiss Köln      |
| 2001 | HC Den Bosch      | Amsterdam H&BC      |
| 2002 | Oranje Zwart      | HC Rotterdam        |
| 2003 | Amsterdam H&BC    | HC Rotterdam        |
| 2004 | Oranje Zwart      | MHC Laren           |
| 2005 | Club de Campo     | Amsterdam H&BC      |
| 2006 | HC Bloemendaal    | Amsterdam H&BC      |
| 2007 | Amsterdam H&BC    | Club de Campo       |
| 2008 | -                 | Berliner HC         |
| 2009 | -                 | Amsterdam H&BC      |

- Datos: Q695640